# Masataka Ogawa
Masataka Ogawa (小川 正孝, Ogawa Masataka, 21 de fevereiro de 1865 – 11 de julho de 1930) foi um químico japonês conhecido principalmente pela alegada descoberta do elemento 43 (mais tarde conhecido como tecnécio), a que deu o nome de nipónio. De facto, ele tinha descoberto, mas identificado erradamente, o elemento 75 (mais tarde chamado rénio).
Depois de se formar na Universidade de Tóquio, Ogawa estudou com William Ramsay em Londres, onde trabalhou na análise do raro mineral torianita. Ele extraiu e isolou uma pequena quantidade de uma substância aparentemente desconhecida do mineral, o que ele anunciou como a descoberta do elemento 43, nomeando o elemento recém-descoberto nipónio. Ele publicou os seus resultados em 1909 e um aviso também foi publicado no Journal of the American Chemical Society. Por este trabalho, ele recebeu o título de doutor e o maior prémio da Sociedade Química de Tóquio . No entanto, nenhum outro investigador foi capaz de replicar a sua descoberta, e o anúncio foi esquecido.
Ogawa foi presidente da Universidade Tohoku entre 1919 e 1928. Embora o nome nipónio não pudesse ser reutilizado para outro elemento, o elemento 113 também foi descoberto por uma equipa de cientistas japoneses e agora é chamado de nihonium, também em homenagem ao Japão. O nome foi escolhido em homenagem respeitosa ao trabalho de Ogawa.